# 17253 Vonsecker
17253 Vonsecker este un asteroid din centura principală de asteroizi.

## Descriere
17253 Vonsecker este un asteroid din centura principală de asteroizi. A fost descoperit pe 12 aprilie 2000 la Socorro, New Mexico, în cadrul proiectului LINEAR. Asteroidul prezintă o orbită caracterizată de o semiaxă mare de 2,35 ua, o excentricitate de 0,14 și o înclinație de 8,5° în raport cu ecliptica.